# Bigaman
 (mai 2017).
Bigaman (persan : بيگمان romanisé en Bīgamān) est un village dans la province de Kerman en Iran. Lors du recensement de 2006, sa population était de 209 habitants répartis dans 41 familles.